# Feketeházy János
Feketeházy János (Vágsellye, 1842. május 16. – Vágsellye, 1927. október 31.) magyar hídépítő mérnök.

## Életpályája
Hatgyermekes családban, a cseh Feketeházy Domonkos (eredetileg Černohaus) és Fekete Anna fiaként született. Apja tanító és a helyi templom kántora volt, így az iskola épületében laktak. Elemi iskoláját Vágsellyén, középfokú tanulmányait Nagyszombatban és a Nyitrai Piarista Gimnáziumban végezte 1861-ben. A bécsi, majd a zürichi műegyetemen tanult, ahol 1866-ban kapott mérnöki oklevelet.
1866-ban gyakornokként részt vett Boszporusz-csatorna és a wien-stadlaui Duna-híd tervezésében. A kiegyezés után hazatért és 1873-tól a Magyar Királyi Államvasutaknál kapott beosztást. A MÁV-nál dolgozott egészen 1892-ig, amikor főmérnöki rangban vonult nyugdíjba.
Nyugdíjazása után haláláig Vágsellyén élt, ahol tagja volt a Casino Egyesületnek. 1923-ban baleset érte és amputálni kellett a lábát. Szülővárosában a családi sírboltban nyugszik.

## Munkássága
Különösen a vasszerkezetek tervezése terén végzett nemzetközi viszonylatban is számottevő munkát. Beosztásánál fogva a MÁV összes hídépítésének felügyeletét is ellátta. A vashidak többsége az általa bevezetett szabványtervek szerint épült, emiatt életművének jelentős része ismeretlen maradt. Külföldön is elterjedtek vasúti mozdonyfordító korongjai és hadászati hídszerkezetei. Kéziratban fennmaradtak önéletrajzi feljegyzései. Munkatársa volt a Magyar Mérnök és az Építészegylet szaklapoknak.

## Mérnöki munkái

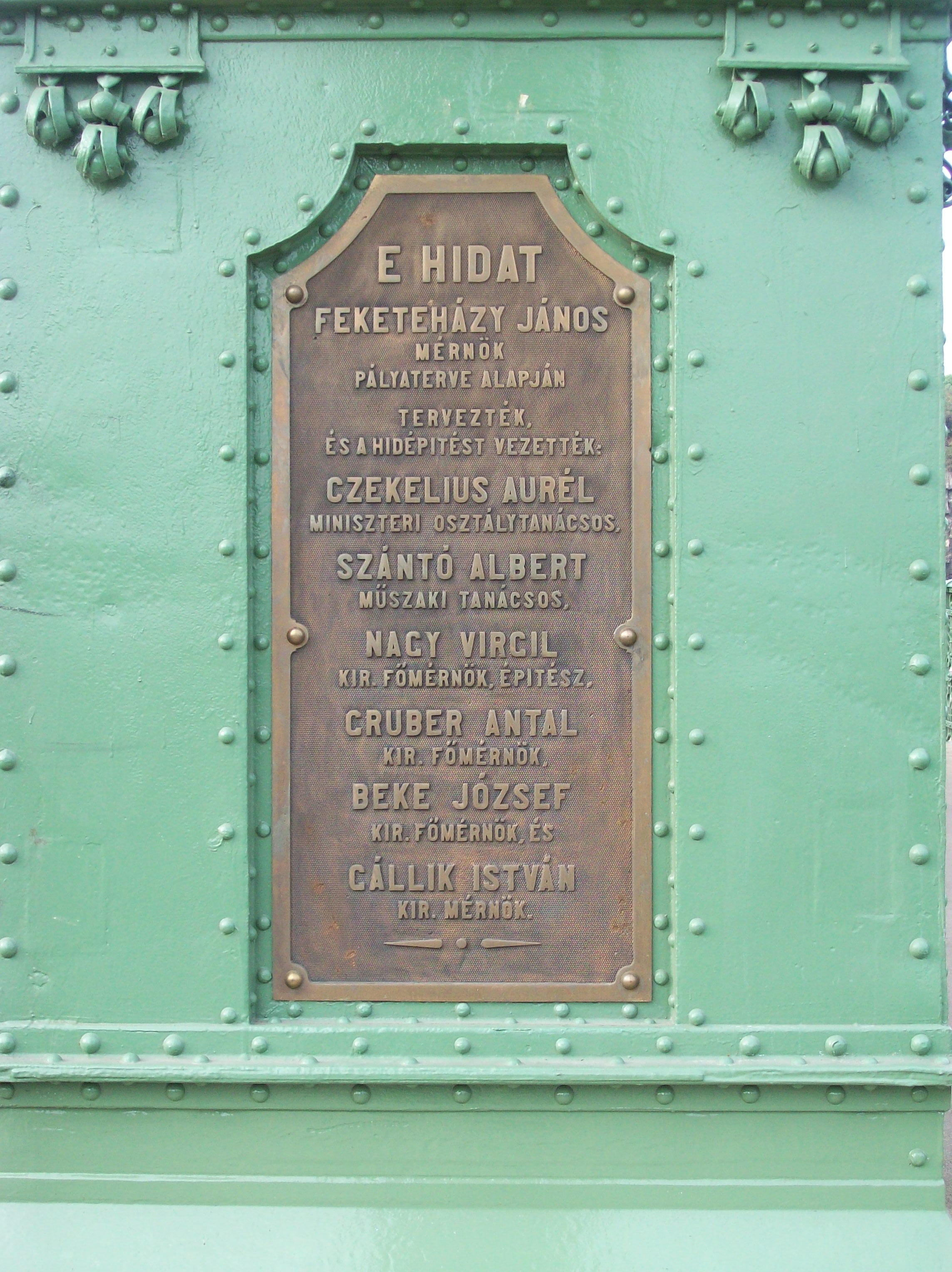
A Szabadság híd északi oldalán lévő felirat mutatja, hogy Feketeházy János pályaterve alapján készült

- Az összes 1912 előtt, a Magyar Királyi Államvasutak által épített vasúti híd
- A Fővámház (ma a Budapesti Corvinus Egyetem főépülete) tetőszerkezete (1870-74)
- Az első Összekötő vasúti híd a Dunán, Budapesten (1873–76)
- A fiumei forgóhíd
- A szegedi közúti Tisza-híd [3] (1883)
- A Keleti pályaudvar vágánycsarnokának acél tetőszerkezete (1884)
- Az operaház tetőszerkezete (1884)
- Az Északi Főműhely 22 000 m²-es, öthajós, bazilikás elrendezésű gőzmozdony-szerelő csarnoka és fűtőháza (téves nevén: Eiffel-csarnok, 1886)
- A szolnoki vasúti Tisza-híd (1888)
- Az Komárom és Révkomárom közötti Erzsébet híd (1891–1892)
- Az Esztergom és Párkány közötti Mária Valéria híd (1893–1895)
- A budapesti Ferenc József híd (mai neve Szabadság híd) (1894–1896)

## Emlékezete
- Vágsellyén emléktábla és a róla elnevezett Magyar Házban emlékszoba őrzi emlékét.
- Budapesten (a BME mellett) utcát neveztek el róla.
- Szegeden a mérnökpanteonban 2008-ban avatták fel szobrát.